# Fábio Rueda
Fábio Gonçalves de Rueda, mais conhecido como Dr. Fábio Rueda (Recife, 14 de julho de 1977) é um político brasileiro filiado ao União Brasil (UNIÃO).

## Biografia
Nas eleições estaduais de 2022 foi eleito pelo União Brasil (UNIÃO), à Primeiro Suplente de deputado federal na Câmara dos Deputados para a 57.ª legislatura (2023 — 2027) com 12,608 votos.
Após o Afastamento do Deputado: Eduardo Velloso (UNIÃO/AC), assumiu como deputado Federal.
É irmão do Presidente Nacional do União Brasil: Antônio Rueda (UNIÃO/RJ).

### Mandato como Deputado Federal (2023-2024)
Fábio Rueda atuou como Deputado Federal pelo estado do Acre como Primeiro Suplente entre dezembro de 2023 e abril de 2024. Durante seu mandato, Rueda se destacou por sua atuação em diversas áreas cruciais para o desenvolvimento do estado e do país, com ênfase em políticas para a saúde e a educação.

### Início do Mandato
Eleito nas eleições de 2022 à Primeiro Suplente de deputado federal, Rueda assumiu como deputado após o afastamento de Eduardo Velloso (UNIÃO/AC). Desde o início de seu mandato, ele demonstrou um forte compromisso com a questão da saúde, um tema importante para Rueda, que é médico cirurgião cardiovascular.

### Principais Iniciativas e Projetos
Projeto de Lei nº 6169/2023 - Institui a Lei da Valorização dos Heróis da Saúde para conceder adicional de insalubridade de 40% (quarenta por cento) aos agentes comunitários de saúde (ACS) e agentes de combate a endemias (ACE).
Projeto de Lei nº 6170/2023 - Altera a Lei nº 9.394, de 20 de dezembro de 1996, para dispor sobre o ensino de primeiros socorros básicos no ensino médio.
Projeto de Lei nº 4022/2023 - Focado na infraestrutura, Rueda apresentou um projeto para a melhoria das estradas federais no Acre, importante para a integração regional e o escoamento da produção agrícola. Esse projeto incluiu a pavimentação e manutenção de vias estratégicas para o desenvolvimento econômico do estado.
Projeto de Lei nº 160/2024 - Dispõe sobre a exclusão dos valores relativos à Conta de Desenvolvimento Energético - CDE das bases de cálculo da Contribuição para os Programas de Integração Social e de Formação do Patrimônio do Servidor Público - PIS/Pasep e da Contribuição para o Financiamento da Seguridade Social - Cofins.
Projeto de Lei nº 833/2024 - Dispõe sobre a gratuidade do transporte público coletivo para as pessoas portadoras de doenças graves.
Projeto de Lei nº 1224/2024 - Altera a Lei nº 9.394, de 20 de dezembro de 1996, para dispor sobre o ensino de música no currículo da educação básica.
REQ 48/2024 CSAUDE - Requer a realização de Audiência Pública para discussão do Projeto de Lei nº 765/2015, que Altera a lei nº 3.999, de 15 de dezembro de 1961, que altera o salário-mínimo dos médicos e cirurgiões-dentistas.
REQ 896/2024 - Requer o registro da Frente Parlamentar da Saúde do Coração.
Durante seu mandato, Fábio Rueda foi membro titular da Comissão de Saúde e suplente na Comissão de Educação e na Comissão de Agricultura, Pecuária, Abastecimento e Desenvolvimento Rural. Sua participação nessas comissões foi crucial para a promoção e defesa de políticas alinhadas com suas prioridades legislativas.

### Mandato Participativo
Durante seu mandato, Rueda lançou o projeto “Mandato Participativo”. Nele, a população poderia preencher um formulário através das suas redes sociais e mandar sugestões de temas que julgassem interessantes para virarem projetos de lei. Qualquer pessoa podia enviar uma ideia e participar do projeto. O objetivo da iniciativa era fortalecer o laço entre Rueda e a população e escutar as demandas do povo.
O Projeto de Lei nº 1224/2024, que dispõe sobre o ensino de música no currículo da educação básica, é proveniente do Mandato Participativo.

### Conclusão do Mandato
O mandato de Fábio Rueda como Deputado Federal pelo Acre terminou em abril de 2024. Mesmo em um período breve, sua atuação o introduziu para mais pessoas no Acre e no Brasil.

###### Confusão com o nome da capital Acreana.
No aniversário da cidade de Rio Branco, em 2022, o atual suplente de deputado federal, que era então presidente da executiva municipal do União Brasil, publicou um card parabenizando a capital acreana. Ocorre que usou uma foto da cidade de Boa Vista, capital de Roraima, e não de Rio Branco.

#### Erro com a data do Tratado de Petropolis
No Dia 16 de Novembro de 2023, o então suplente Fábio Rueda fez uma publicação em suas redes falando sobre o Tratado de Petrópolis, que permitiu a anexação do Acre ao Brasil e que completaria 120 anos em 2023. O problema é que a data em que se celebra o tratado é no dia 17 de novembro. Após a gafe, Rueda apagou a publicação de suas redes sociais.